# Katastrofa lotu Avianca 011
Katastrofa lotu Avianca 011 – rejs w dniu 27 listopada 1983 roku na linii Frankfurt nad Menem – Paryż – Madryt – Caracas – Bogota, który zakończył się wypadkiem w pobliżu Mejorada del Campo. Podczas planowanego międzylądowania na lotnisku Madryt-Barajas Boeing 747 linii Avianca uderzył lewym skrzydłem o wzgórze, następnie o drugie wzgórze, a potem rozbił się.

## Samolot
Samolotem, który się rozbił był Boeing 747-283 należący do kolumbijskich linii Avianca. Samolot posiadał numery rejestracyjne HK-2910X oraz nazwę Olafo.

## Przebieg lotu
Samolot odbywał lot na linii Frankfurt nad Menem – Paryż – Madryt – Caracas – Bogota. Na fragmencie lotu z Paryża do Madrytu, na pokładzie samolotu znajdowało się 169 pasażerów i 23 członków załogi. Gdy maszyna zniżała się do lądowania na lotnisku Barajas, o godzinie 0:06 czasu lokalnego, przed samolotem pojawiło się wzgórze. Zanim piloci pchnęli przepustnicę na pełną moc, samolot uderzył skrzydłem we wzgórze ścinając przy tym drzewa, następnie w drugie wzgórze, a potem obrócił się i skrzydłem uderzył w ziemię. W katastrofie zginęło 181 osób – 11 cudem przeżyło. Był to drugi najgorszy wypadek lotniczy w historii Hiszpanii – jedynie w wypadku lotniczym na Teneryfie zginęło więcej ludzi.

## Badanie przyczyn
Hiszpańscy śledczy doszli do wniosku, że wypadek miał dwie następujące przyczyny:
- kontrolowany lot ku ziemi (CFIT), czyli sytuacja, w której pilot doprowadza do wypadku całkowicie sprawnego technicznie samolotu,
- błąd nawigacyjny, który doprowadził do uderzenia we wzgórze.

## Pasażerowie i załoga
Wśród ofiar katastrofy znalazła się Marta Traba – argentyńska pisarka i historyk sztuki.
| Państwo           | Pasażerowie | Załoga | Razem |
| ----------------- | ----------- | ------ | ----- |
| Hiszpania         | 122         | 23     | 145   |
| Argentyna         | 10          | –      | 10    |
| Peru              | 9           | –      | 9     |
| Meksyk            | 7           | –      | 7     |
| Stany Zjednoczone | 5           | –      | 5     |
| Urugwaj           | 4           | –      | 4     |
| Holandia          | 3           | –      | 3     |
| Australia         | 2           | –      | 2     |
| Wielka Brytania   | 2           | –      | 2     |
| Francja           | 1           | –      | 1     |
| Kanada            | 1           | –      | 1     |
| Kolumbia          | 1           | –      | 1     |
| Niemcy            | 1           | –      | 1     |
| Wenezuela         | 1           | –      | 1     |
| Razem             | 169         | 23     | 192   |